# 豊沢有兄
豊澤 有兄（とよさわ ゆうけい、1943年10月15日 - 2018年1月28日）は、日本の政治家。元能代市長。

## 生涯
1943年に秋田県で誕生。父は旧能代市6 - 8代市長を務めた豊澤勇治。
1963年一橋大学商学部を卒業後、秋田石油に就職。その後1967年に同大学法学部に編入学後、父親の死をきっかけに中退、会社勤務を経て学習塾を経営。
2003年、能代市長選挙に無所属で立候補。3度目の挑戦で初当選した。在任中は、福祉に力を入れた一方、合併協議会脱退など問題を多く残した。
2006年、能代市が隣接する二ツ井町と新設合併したことで実施された市長選に、豊澤は無所属で立候補したが、対立候補の県議（旧山本郡選挙区選出）を2期、参議院議員を1期務めた斉藤滋宣に敗北した。
2018年1月28日、病気のため能代市内の自宅で死去。74歳。